# Oakley (Fife)
Pour les articles homonymes, voir Oakley.
Oakley est un village de l'Est de l'Écosse situé dans la région de Fife, à la limite des paroisses civiles de Carnock et Culross.